# Миленко Савановић
Миленко Савановић (Мркоњић Град) српски је политичар. Садашњи је народни посланик у Народној скупштини Републике Српске и функционер Социјалистичке партије Српске (СПС). Бивши је министар рада и борачко-инвалидске заштите Републике Српске и функционер Социјалистичке партије (СП).

## Биографија
У Подрашници, општина Мркоњић Град, је завршио основну школу. Средњу школу, Машински факултет, те магистарске студије завршио је у Бањалуци.
Од 1979. до 2000. године радио је у Фабрици вијака у Мркоњић Граду, на више руководећих позиција. Од 2000. до 2004. године био је замјеник начелника општине Мркоњић Град, а након тога, све до избора на министарско мјесто, радио је у „Хидроелектранама на Врбасу“ а.д. Мркоњић Град.
Био је учесник одбрамбено-отаџбинског рата од 1992. до 1995. године. Ожењен је и отац је двије кћерке.